# 流麻溝
流麻溝為臺灣臺東縣綠島鄉島上最長也是水流量最穩定之溪流，該溪流乘載綠島地區之民生自來水來源，其早期因溪中盛產鱸鰻，而故名「鱸鰻溝」，後來才演變「流麻溝」。

## 地形
流麻溝源自阿眉山，因地殼快速隆起，導致溪流下切深峻，此作用又稱下切作用。因此而讓流麻溝的河谷地形呈現Ｖ字形的深窄谷。

## 河流構造物
酬勤水庫建於1994年，早期僅是流麻溝堰，爾後擴建至今日規模，是綠島地區較可靠且為主要之水源，目前由行政院經濟部水利署自來水公司第十區管理處進行管理以及維護，並因水庫集水區保護之關係，因此流麻溝上有設有「綠島流麻溝飲來水水質水量保護區」，總面積約有147.60公頃。

## 數據
- 河川長度：2.75公里
- 源頭海拔：海拔56公尺

## 生態
流麻溝早期曾有下述動物物種之紀錄，為興建酬勤水庫後生態遭到破壞，部分物種可能已消失。

### 蝴蝶
琉璃帶鳳蝶、江崎黃蝶、黑點大白斑蝶、小黃紋蝶

### 鳥類
領角鴞、角鴞、紅頭綠鳩、棕耳鵯等

## 外部連結
綠島鄉公所-景點介紹

## 資料來源
1. 1 2 3 4   （页面存档备份，存于），綠島鄉公所。
2. ↑   （页面存档备份，存于），國家人權博物館籌備處。
3. ↑   （页面存档备份，存于），台灣水資源保育聯盟。